# Buck Batterman
Virgil Hugo Batterman, detto Buck (Oshkosh, 1º aprile 1918 – Wautoma, 5 gennaio 1999), è stato un cestista statunitense, professionista nella NBL.

## Carriera
Giocò per una stagione nella NBL, disputando 17 partite con 1,2 punti di media.